# March ör Die
March ör Die je 10. studiové album britské heavymetalové skupiny Motörhead, nahrané v Londýně v březnu 1992. Projevuje se na něm síla tří kytar - Würzel, Lemmy, Zööm. Skupina pak vydala singl March ör Die, který skončil na 20. místě britské hitparády těsně za singlem Angel and the Gambler od Iron Maiden z roku 1993. Jako singl vyšla píseň Cat Scratch Fever a Hellraiser z repertoáru Ozzyho Osbourna - Lemmyho kamaráda a přítele skupiny Motorhead.

## Seznam skladeb
1. "Stand" (Phil Campbell, Würzel, Lemmy) – 3:31
2. "Cat Scratch Fever" (Ted Nugent) – 3:52
3. "Bad Religion" (Campbell, Würzel, Lemmy) – 5:01
4. "Jack the Ripper" (Campbell, Würzel, Lemmy) – 4:39
5. "I Ain't No Nice Guy" (Lemmy) – 4:18 (s Ozzym Osbournem a Slashem)
6. "Hellraiser" (Lemmy, Ozzy Osbourne, Zakk Wylde) – 4:35
7. "Asylum Choir" (Campbell, Würzel, Lemmy) – 3:40
8. "Too Good to Be True" (Campbell, Würzel, Lemmy) – 3:36
9. "You Better Run" (Lemmy) – 4:51
10. "Name in Vain" (Campbell, Würzel, Lemmy) – 3:06
11. "March ör Die" (Lemmy) – 5:41

## Sestava
- Lemmy - baskytara, zpěv, cello aranžmá
- Phil Campbell (uveden jako Zööm) - kytara
- Würzel - doprovodná kytara
- Tommy Aldridge - bicí[1]
- Phil "Philthy Animal" Taylor - bicí ve "I Ain't No Nice Guy"
- Mikkey Dee - bicí ve "Hellraiser"

hosté:
- Peter Solley - klávesy, cello aranžmá
- Slash - kytarové sólo ve "I Ain't No Nice Guy" a další kytara ve "You Better Run"
- Ozzy Osbourne - zpěv ve "I Ain't No Nice Guy"